# Cantabroniscus primitivus
Cantabroniscus primitivus är en kräftdjursart som beskrevs av Albert Vandel 1965. Cantabroniscus primitivus ingår i släktet Cantabroniscus och familjen Trichoniscidae. Inga underarter finns listade i Catalogue of Life.